# 闾丘县
闾丘县，中国隋朝古县名。
隋文帝开皇十六年（596年）析寿光县置闾丘县，治所在今山东省寿光市南。属青州。隋炀帝大业二年（606年），合并入寿光县，次年，青州改为北海郡。 